# Eutrichillum arcus
Eutrichillum arcus är en skalbaggsart som beskrevs av M. Alma Solis och Kohlmann 2003. Eutrichillum arcus ingår i släktet Eutrichillum och familjen bladhorningar. Inga underarter finns listade i Catalogue of Life.